# La Planète bleue (film)
Pour les articles homonymes, voir La Planète bleue.
Pour plus de détails, voir Fiche technique et Distribution.
La Planète bleue (Deep Blue) est un film documentaire britannique réalisé par Alastair Fothergill et Andy Byatt sorti en 2004. La même équipe de production a ensuite créé la série Planète Terre.

## Synopsis
Le film présente la richesse de la biodiversité marine, de l'Arctique à l'Antarctique, des plages de sable aux fosses marines et des formes de vie les plus simples (méduses, plancton, coraux) aux plus évoluées (raies, manchots empereurs, requins baleine, baleines bleues).

## Fiche technique
- Titre : La Planète bleue
- Titre original : Deep Blue
- Réalisation : Andy Byatt et Alastair Fothergill
- Scénario : Tim Ecott et David Attenborough
- Musique : George Fenton (interprétée par l'Orchestre philharmonique de Berlin)
- Photographie : Doug Allan, Michael deGruy, Simon King, Rick Rosenthal et Peter Scoones
- Montage : Martin Elsbury
- Production : Sophokles Tasioulis et Alix Tidmarsh
- Société de production : BBC Worldwide et Greenlight Media AG
- Société de distribution : Bac Films (France)
- Pays :  Royaume-Uni et  Allemagne
- Genre : Documentaire
- Durée : 83 minutes
- Dates de sortie : 
  -  Espagne : 5 décembre 2003
  -  Royaume-Uni : 18 juin 2004
  -  France : 4 février 2004

## Distribution
- David Attenborough : lui-même
- Michael Gambon : Narration (version anglaise)
- Pierce Brosnan : Narration (version anglaise)
- Frank Glaubrecht : Narration (version allemande)
- Jacques Perrin : Narration (version française)
- Dalik Wollinitz : Narrator (version hébreue)